# Улица Кузебая Герда
Улица Кузебая Герда (удм. Кузебай Герд урам) — небольшая улица в Ленинском районе города Ижевска. Проходит в жилом районе «Строитель» от Клубной улицы до улицы Олега Кошевого. Протяжённость — около 550 метров.

## История
Улица сформировалась в XX веке как безымянный проезд при застройке городка Строителей. В 80-е годы, в период Перестройки, будущая улица активно застраивалась современными жилыми домами высотой от 9 до 14 этажей. Однако в связи с тем, что улица не имела собственного названия, все дома получили адрес «улица Клубная».
В 1998 году улицу было решено назвать в честь Кузьмы Павловича Чайникова — видного удмуртского поэта, драматурга, просветителя и общественного деятеля, более известного под псевдонимом Кузебай Герд. Решение о наименовании улицы было принято в связи с празднованием столетия со дня рождения поэта.
В декабре 2000 года на улице было открыто движение троллейбусов по новому для города 14-му маршруту сообщением «Улица Кузебая Герда — Улица Труда».

## Расположение и маршрут
Улица Кузебая Герда находится на западе Ижевска, в 1-м микрорайоне жилого района «Строитель». Начинается неподалёку от перекрёстка улиц Клубной и Мужвайской и проходит в юго-западном направлении от Клубной улицы. С южной стороны к ней примыкают Керамическая улица и проезд Олега Кошевого. Заканчивается на перекрёстке с улицей О. Кошевого, после которого продолжается на запад как проезд к автокооперативу «Рубин».

## Здания и сооружения
Непосредственно в месте своего расположения к улице не относится ни один жилой дом или какое-либо другое здание. Тем не менее, по состоянию на 2020 год один из земельных участков Ленинского района всё-таки прикреплён к ней: находящийся в 500 м к западу от улицы завод вентиляционного оборудования «Русь» имеет адрес «ул. Кузебая Герда, 28».

## Общественный транспорт
Улица является частью треугольного разворотного кольца нескольких маршрутов городского транспорта Ижевска. В связи с этим проходящие по ней троллейбус № 14, автобус № 27 и маршрутное такси № 50 следуют всегда в одном направлении — от улицы Клубной до О. Кошевого.

## Перспективы
Действующий Генеральный план удмуртской столицы предусматривает продление улицы Кузебая Герда от улицы Олега Кошевого в западном направлении до пересечения с Живсовхозной улицей. В случае осуществления данных планов улица превратится в магистральную автодорогу общегородского значения.